# Keramikscherbe von Osterrönfeld

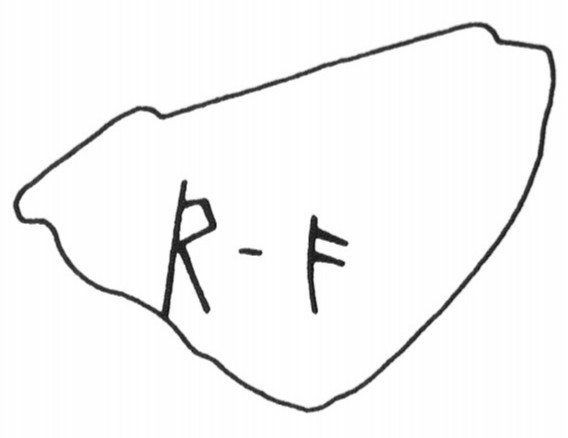
Lesung nach erster Untersuchung: Runenzeichen ᚱ und ᚨ

Die Keramikscherbe von Osterrönfeld ist ein archäologisches Fundstück der jüngeren römischen Kaiserzeit aus Osterrönfeld westlich von Kiel, Kreis Rendsburg-Eckernförde in Schleswig-Holstein. Eine gewisse Bedeutung kommt dem Objekt durch eingeritzte mögliche Schriftzeichen zu, die als Vorformen von Runen oder als germanische Versionen lateinischer Majuskeln diskutiert werden.

## Geschichte
Die Scherbe wurde im Rahmen einer Siedlungsgrabung 1977 in einer gut ausgebauten Zisterne, die ins 1. Jahrhundert datiert wird, gefunden. Bedingt durch den Fundort ist sie den Siedlungsgehöften nicht zuzuordnen. Die 4 × 6 cm große Scherbe stammt aus der Wandung einer weitmundigen Schale einer einfachen Gebrauchskeramik. Auf der Innenseite sind deutlich erkennbar zwei Zeichen mit einer Höhe von ca. 1 – 1,2 cm. Zwischen diesen Zeichen zeigt die Scherbe einen kurzen horizontalen Strich als drittes Zeichen. Diese wurden vor dem Brand in den feuchten Ton eingeritzt.
Edith Marold las diese zunächst nach einer ersten Untersuchung als ᚱ und ᚨ, als R und A einer Runeninschrift; nach einer genaueren mikroskopischen Untersuchung korrigierte sie die Lesung des zweiten Zeichens von ᚨ zur ᚦ- beziehungsweise ᚹ-Rune und räumt des Weiteren auch die lateinische Majuskel P ein und dann eine Lesung von lateinischem R und runischem A. Der horizontale Strich ist für Marold weder aus dem runischen noch lateinischen Inschriftenkorpus erklärbar.
In Bezug des horizontalen Strichs wurde durch Hermann Reichert angeführt, dass in der runischen Schriftlichkeit Worttrenner immer durch übereinanderstehende Punkte ausgeführt wurden und nie durch einen Bindestrich. Er deutet daher mit Bernard Mees und zuletzt Sigmund Oehrl die Zeichen wenn nicht als Runen, so doch als germanische Versionen von lateinischen Majuskeln; insofern als frühe Formen von germanischen Schriftzeichen, beziehungsweise Schriftübungen und -versuche im Vorfeld einer späteren Entwicklung zur Ausentwicklung der genuin germanischen Runenschrift des Futhark. Somit kommt nach Oehrl in der Gesamtsicht dem Fundstück eine „außerordentliche Bedeutung“ bei, unabhängig davon ob es sich doch um frühe Runen oder „nur“ lateinische Buchstaben handelt.
Diese Bedeutung des Fundstücks in der Germania aus germanischer Herstellung betont ebenfalls Lisbeth M. Imer. Sie erklärt die Zeichen als mögliche Nachahmung römischer Gewichtsangaben (als P- I= Zeichen für Pfund und Unzen) an Geschirren aus Keramik und Metall unter Vergleich mit gegossenen Fundstücken aus dem Silberschatz von Kaiseraugst und einem der Silberbecher von Hoby (Herstellermarke am Boden des „Philoktet-Becher“) und diversen Funden bei römischer Gebrauchskeramik (Amphoren) und Terra Sigillata.